# Missione Odessa
Missione Odessa (Odessa Sea) è il ventiquattresimo romanzo scritto da Clive Cussler, assieme al figlio Dirk Cussler, basato sulle avventure di Dirk Pitt, pubblicato nel 2016.

## Trama
L'imprenditore olandese Martin Hendriks assume l'equipaggio di una nave di salvataggio per rubare un carico di uranio da un commerciante del mercato nero. Ci riescono facendo esplodere una carica sott'acqua davanti alla nave bersaglio, rilasciando una nuvola di gas velenoso che soffoca l'equipaggio della nave che trasporta l'uranio, e prova a venderlo agli iraniani in cambio di 12 missili, che darà al governo ucraino da utilizzare per combattere i russi. Il protagonista odia i russi perché sua moglie è stata uccisa quando hanno abbattuto un aereo di linea nei cieli dell'Ucraina.
Con l'aiuto di Ana, agente di Europol, l'uranio viene recuperato in sicurezza. Hendricks assume quindi l'equipaggio per far esplodere 20 tonnellate di esplosivo nelle acque vicino alla base navale russa di Sebastopoli.
Successivamente, l'equipaggio trova un vecchio relitto di un bombardiere russo nel Mar Nero, un Tupolev Tu-4 che trasporta una bomba atomica RDS-5 intatta. Nel frattempo, Dirk e il suo amico Giordino trovano il relitto della fregata ottomana Fethiye con il corpo conservato di un aviatore impigliato sul relitto. Trovano prove che il carico utile dell'attentatore è stato recentemente rimosso. Questo, insieme a un raid alla base di Besso  li mette sulle tracce del complotto di Hendricks. Hendricks assume l'equipaggio istruendoli a lanciare un attacco all'America, facendo sembrare che l'avessero fatto i russi, per iniziare una guerra tra Russia e America. Dirk e Giordino trovano la chiatta che trasporta la bomba nella baia di Chesapeake; si rendono conto che Hendricks vuole affondare la bomba nella baia e poi farla esplodere, rilasciando una nuvola di gas velenoso su Baltimora. Il loro elicottero viene abbattuto, ma vengono salvati dalla USS Constellation, uno sloop-of-war dell'era della Guerra Civile. Pitt e Giordino salgono a bordo della chiatta con le spade e sconfiggono i terroristi sopravvissuti.
Dopo che il suo attacco fallisce, Hendricks tenta un ultimo stratagemma per danneggiare la Russia. Durante una manifestazione del presidente russo, lancia due missili fingendo che facciano parte della manifestazione. Le sue ultime parole prima che lui e il presidente vengano annientati sono "Signor Presidente, sto per ucciderla nello stesso modo in cui lei ha ucciso la mia famiglia nei cieli dell'Ucraina".

## Edizioni
- Clive Cussler e Dirk Cussler, Missione Odessa, traduzione di Sebastiano Pezzani, I maestri dell'avventura, Longanesi, 7 gennaio 2019,  p. 432, ISBN 9788830451315.
- Clive Cussler e Dirk Cussler, Missione Odessa, traduzione di Sebastiano Pezzani, I maestri dell'avventura, TEA, 16 gennaio 2020,  p. 432, ISBN 9788850256440.